# مزاحم (فیلم ۲۰۲۰)
مزاحم (انگلیسی: Intruder; کره‌ای: 침입자) یک فیلم معمایی دلهره‌آور سال ۲۰۲۰ کره جنوبی به کارگردانی سون وون پیونگ و با بازی سونگ جی-هیو و کیم مو یول است. این فیلم در ۴ ژوئن ۲۰۲۰ منتشر شد. مزاحم در آی‌چی‌یی با زیرنویس‌های چندگانه در سنگاپور، مالزی، برونئی، ویتنام و فیلیپین در دسترس قرار گرفت.

## داستان
این فیلم داستان مردی به نام سو جین را روایت می‌کند که پس از ناپدید شدن خواهر کم سن و سالش، با مشکلات روحی فراوان دست و پنجه نرم می‌کند. پس از گذشت بیست و پنج سال، یک زن جوان، نزد سو جین می‌رود و خود را خواهر گمشده او معرفی می‌کند.

## بازیگران

### اصلی
- سونگ جی هیو در نقش یو جین
- کیم مو یول در نقش سو جین

### مکمل
- یه سو جونگ در نقش یون هی[۵]
- چوی سانگ هون در نقش سونگ چول
- پارک مین ها در نقش جه نا
- هو جون سوک در نقش کارآگاه جو
- لی هه وون در نقش سانگ گو
- چوی یونگ وو در نقش یونگ چون
- لی جه یون در نقش بوم سوک
- جانگ سونگ یون در نقش یون جو[۶]
- سو هی جونگ در نقش جونگ ایم